# Gornji Bjelovac
Gornji Bjelovac is een plaats in de gemeente Donji Kukuruzari in de Kroatische provincie Sisak-Moslavina. De plaats telt 105 inwoners (2001).